# ケヒコ
株式会社ケヒコは神奈川県横浜市中区に本社を置く企業。北海道において業務スーパーのフランチャイズ店を展開していた。

## 概要
1990年9月設立。
エス・インターナショナルが札幌営業所を開設してスーパー向けの営業強化を図るにあたり、2013年8月22日に神戸物産のフランチャイズとして、狸小路2丁目に業務スーパーすすきの狸小路店を開店した。同店は札幌市内の「業務スーパー」1号店でもあった。2015年6月18日に苫小牧店、2018年2月15日に旭神店、2019年11月1日に岩見沢店を開店。2021年頃、親会社のエス・インターナショナルとともに、経営者の資産相続の関係で京濱港運との資本関係を解消、新たに京濱港運の親族が代表取締役に就いた。2023年3月には京濱港運とエス・インターナショナルによる取引が終了した。これにより、エス・インターナショナルの売上高の内約4億円が消滅する事になった。
苫小牧店だけでは需要増に対応できない状況となり、2022年10月6日に苫小牧市内2店舗目の苫小牧東店を開店。2023年4月6日にはに滝川店、2024年5月30日、室蘭店を開店し、7店舗を展開した。しかし、ケヒコが運営する業務スーパーの業績は堅調であったが、エス・インターナショナルは新規事業の不振や元役員への多額の退職金計上などもあり、業績が悪化していた。

### 労働組合の結成
株式会社エス・インターナショナルと関連会社の労働者が、社長の会社資産の私的流用、放漫経営によって賞与が大幅に減額したことに抗議するために、24年2月に労働組合を結成したとJ-CASTニュースが報道した。6月29日、時限的なストライキを実施した。関係者によると、労働組合側が会社側に提示した案には「労働組合側が設立する新会社（未登記）に無償でケヒコとエス・インターナショナルの2社の株式を譲渡する」旨が含まれていた他、会社側は、法的手続きも視野に入れていたという。破産に至った事情によると「労働組合の幹部の真の狙いは、焦土作戦によりケヒコとエス・インターナショナルの2社の企業価値をなくした上で、2社の経営権を奪取すること、すなわち、執行役員によるクーデター・会社の乗っ取りであったことは間違いない」などとする、会社側の見解が報道された。
ケヒコと親会社の経営陣の交代を求め7月18日から無期限ストライキを行った。
7月24日、賃金確保のためストライキを解除した。一連のストがインターネット上に拡散された事で、7月25日に支払れる給料の支払いが不透明になった。7月25日には労組側が各店舗が所在する労働基準監督署に賃金不払いの申し立てを行い、各労基署は労組側の聞き取りを実施、経営者側への行政指導を待つ段階だった。会社側はスポンサー候補者との間で株式の譲渡や事業譲渡を交渉していたが、メインバンクから期限利益にかかわる通告を受けるなど、事業継続の道は断たれる事になった。
会社側は、破産申請の準備が帝国データバンクや東京商工リサーチなどの信用調査機関やマスコミに事前に漏れると労組や債権者とのトラブルを避けられないと判断したのか、破産準備とともに密かに給与原資としての資金集めを急いでいた。しかし、秘密裏に行われたこの資金集めなどの動きが労組側の不信感を買うことになった。

### 破産手続開始
2024年7月23日、関連会社の株式会社エス・インターナショナル、株式会社広とともに横浜地方裁判所に破産を申請。2019年8月期に13億2千万円だった売上高は直近の23年8月期に28億円を上回るなど成長を続けていたが、親会社のエス・インターナショナル（横浜）は2021年12月期に1億8836万円の赤字を計上し、債務超過になっていた他、出店に伴う費用や借入金の増加により、ケヒコの長期借入金は2023年8月期には約2億7500万円にまで膨らんでいた。ケヒコが多額の配当で親会社の財務を支える形だったという。申請代理人によれば、労働者に対する給与の支払原資を全額確保した上で破産を申請したという。
7月25日、労働組合が賃金不払いで労働基準監督署に申告した。
7月30日、横浜地方裁判所から破産開始決定を受けた。負債総額はケヒコが7億9900万円、エス・インターナショナルが2億5850万円、広が8200万円で、合計11億3950万円。営業再開で確保した売上金を原資に、不払いになっていた従業員に対し賃金をすべて支払ったと労働組合が発表した。
7月30日付で神戸物産からケヒコにフランチャイズ契約を解約する通知が出されたと報道された。

### 一部店舗の再開
休止から10ヵ月余り経った2024年11月、すすきの狸小路店、滝川店、室蘭店の3店舗を良知経営（旧・パスポート）が引き継ぎ、2025年春からの再開に向け、破産管財人などと店舗継承に向けた手続きを進めていることが明らかになった。
2025年3月13日、室蘭店が営業再開。 滝川店は5月末、狸小路2丁目店は6月末に営業再開予定。
一方、岩見沢店は4月25日にDZマート、苫小牧東店は5月下旬にセカンドストリートの居抜き出店が決まった。

## 沿革
- 1990年9月 - 設立。
- 2013年8月22日 - 業務スーパーすすきの狸小路店を開店。
- 2015年6月18日 - 業務スーパー苫小牧店を開店。
- 2018年2月15日 - 業務スーパー旭神店を開店。
- 2019年11月1日 - 業務スーパー岩見沢店を開店。
- 2022年10月6日 - 業務スーパー苫小牧東店を開店。
- 2023年4月6日 - 業務スーパー滝川店開店を開店。
- 2024年
  - 5月30日 - 業務スーパー室蘭店を開店。
  - 6月29日 - 旭神店を除く6店舗で午前9時から正午の間ストライキを実施。
  - 7月18日 - 午後1時から無期限ストライキのため、全店休業。
  - 7月23日 - 横浜地裁に破産を申請。
  - 7月24日 - 労働組合がストライキを解除し、営業再開。
  - 7月30日 - 横浜地裁から破産手続開始決定を受ける。
  - 8月1日 - 再び全店休業

## 運営していた店舗

### 業務スーパー
- すすきの狸小路店 - 北海道札幌市中央区南2条西2丁目おくむらビル1F[39]
札幌市内の「業務スーパー」1号店[注釈 1]である[7]。
2025年6月22日、良知経営（旧・パスポート[注釈 2]）が引き継ぎ、狸小路2丁目店として再開予定[32][33][40]。
- 岩見沢店 - 北海道岩見沢市五条東6-3-38[41]
アルファコートから賃借して出店[13]。
2025年4月25日、DZマート岩見沢5条店が居抜き出店[37][42]。
- 滝川店 - 北海道滝川市東町1-8-14[43]
エイト・レジャー物産が運営していたゲームセンターBIGBANG滝川店跡地に出店[18]。
2025年5月22日、良知経営（旧・パスポート[注釈 2]）が引き継ぎ、営業再開[32][33][44]。
- 旭神店[注釈 3] - 北海道旭川市旭神3-5-2-3[48]
- 苫小牧店[注釈 4] - 北海道苫小牧市本町1-3-2[50]
- 苫小牧東店[注釈 4] - 北海道苫小牧市新開町3-1-10[51]
谷岡緑化から賃借して出店[17]。
2025年5月30日、セカンドストリート苫小牧東店が居抜き出店[52][38]。
- 室蘭店 - 北海道室蘭市東町2-22-16[19]
2024年1月8日に閉店した西松屋室蘭東店跡に出店[53]。
2025年3月13日、良知経営（旧・パスポート[注釈 2]）が引き継ぎ、営業再開[32][33][54][55][34]。